# Zadarska gitarijada
Zadarska gitarijada, glazbena priredba u Zadru. Organizira ju Udruga za razvoj nezavisne kulture Šigureca.
Projekt je najavljen početkom studenoga 2007. godine. Prvi koncert iz niza za završnicu 2008. godine održao se 17. studenoga 2007. pod nazivom "Jeza Irokeza" - punk večer, u Klubu studenata "Božo Lerotić" u Citadeli. Koncept ovog projekta je zasnovan na tome da se stvori adekvatna «infrastruktura» koja će omogućiti svima koji se bave glazbom u Zadru da se prezentiraju i afirmiraju u sklopu jednog sustava natjecateljskog karaktera. Njime se ciljalo reanimirati zadarsku glazbenu scenu i projekt je polučio izuzetan uspjeh. Gitarijadu čini ciklus kvalifikacijskih koncerata kroz kojih prođe do tridesetak zadarskih bendova po sezoni, od kojih su veliki broj debitanti. Mogu se prijaviti za svirku svi zadarski sastavi bez obzira na vrstu repertoara autorske pjesme ili obrade.
Četiri su kvalifikacijska koncerta podijeljena po glazbenim pravcima (rock, punk, metal i ostalo) i jedne finalna večer na kojoj sviraju pobjednici kvalifikacija. Na njima sviraju svi sastavi koji se prijave, nema selekcije, bez obzira na količinu njihovog repertoara, iskustvo itd. Svaki od koncerata ima jedan sastav izvan Zadra kao posebnog gosta. Publika je jedini i isključivi sudac koji odlučuje pobjednika koncerata. Bira ih glasovanjem putem kupljenih ulaznica. Kvalifikacijski koncerti su u prvoj polovici godine, a završna večer na jesen. Tematske večeri zovu se Mixofonija (večer raznih žanrova), Jeza Irokeza (punk večer), Rocky 12 (rock večer) i Za šaku metala.
Organizatori ciljaju povezati Zadarsku gitarijadu s nekim od hrvatskih demo festivala.
Nagrade očekuju gledatelje koji sudjeluju putem kupljene ulaznice ulaze u bubanj za nagradnu igru, gdje je glavna nagrada trodnevne ulaznice za JUMF. Glazbene sastave očekuju bogate nagrade sponzora, gostovanja uživo na Radio Zadru, poklon bonovi te artikli iz sponzorskih prodavaonica.

## Vanjske poveznice
- Udruga Šigureca